# Anne Brécart
Anne Brécart (* 12. März 1960 in Zürich; Pseudonym Anne Lavanchy) ist eine Schweizer Schriftstellerin und Übersetzerin.

## Leben
Anne Brécart wuchs in Zürich und ab 1975 in Genf auf und schloss das Studium der Germanistik an der Universität Genf ab. Sie veröffentlichte seit 1997 mehrere Romane. Unter dem Pseudonym Anne Lavanchy übersetzte sie unter anderem Werke von Gerhard Meier ins Französische.
Sie lebt in Genf und unterrichtet Philosophie und Deutsch am Gymnasium.

## Werke

### Romane
- Les Années de verre. Éditions Zoé, Carouge 1997, ISBN 2-88182-303-3.
- Angle mort. Zoé, Carouge 2002, ISBN 2-88182-449-8.
- Le Monde d’Archibald. Zoé, Carouge 2009, ISBN 978-2-88182-642-9.
- La Lenteur de l’aube. Zoé, Carouge 2012, ISBN 978-2-88182-859-1.
- La Femme provisoire. Zoé, Carouge 2015, ISBN 978-2-88182-941-3.
- Cœurs silencieux. Zoé, Carouge 2017, ISBN 978-2-88927-459-8.
- La Patience du serpent. Zoé, Chêne-Bourg 2021, ISBN 978-2-88927-927-2.

### Kinderbuch
- Le secret du lac. Schweizerisches Jugendschriftenwerk, Zürich 2011, ISBN 978-3-7269-0598-9 (= OSL, Heft 2399).

### Übersetzungen
- Gerhard Meier: Borodino. Éditions Zoé, Carouge 1989, ISBN 2-88182-060-2.
- Hans Saner: L’anarchie du silence. Zoé, Carouge 1990, ISBN 2-88182-207-X.
- Gerhard Meier: La ballade de la neige. Zoé, Carouge 1991, ISBN 2-88182-082-4.
- Gerhard Meier: Baur et Bindschädler. Zoé, Carouge 1993, ISBN 2-88182-178-2.
- Helen Meier: Ingrates prairies. Zoé, Carouge 1993, ISBN 2-88182-180-4.
- Gerhard Meier: Terre des vents. Zoé, Carouge 1996, ISBN 2-88182-252-5.
- Milena Moser: Mensonges et Cie et autres nouvelles. Zoé, Carouge 1997, ISBN 2-88182-314-9.
- Eleonore Frey: Une enfance à deux. Edition Howeg, Zürich 1998, ISBN 3-85736-167-0.
- Urs Karpf: Un temps pour toute chose (gemeinsam mit Raymond Lauener). Zoé, Carouge 1998, ISBN 2-88182-350-5.
- Gerhard Meier: Le canal. Zoé, Carouge 2004, ISBN 2-88182-497-8.
- Eleonore Frey: Nina. Schweizerisches Jugendschriftenwerk, Zürich 2009, ISBN 978-3-7269-0538-5 (= OSL, Heft 2332).
- Tim Krohn: La caverne de Platon. Schweizerisches Jugendschriftenwerk, Zürich 2009, ISBN 978-3-7269-0551-4 (= OSL, Heft 2329).
- Tim Krohn: Coucouville-les-nuées. Schweizerisches Jugendschriftenwerk, Zürich 2010, ISBN 978-3-7269-0571-2 (= OSL, Heft 2361).
- Ilma Rakusa: Alma et la mer. Schweizerisches Jugendschriftenwerk, Zürich 2010, ISBN 978-3-7269-0556-9 (= OSL, Heft 2372).